# Csáp

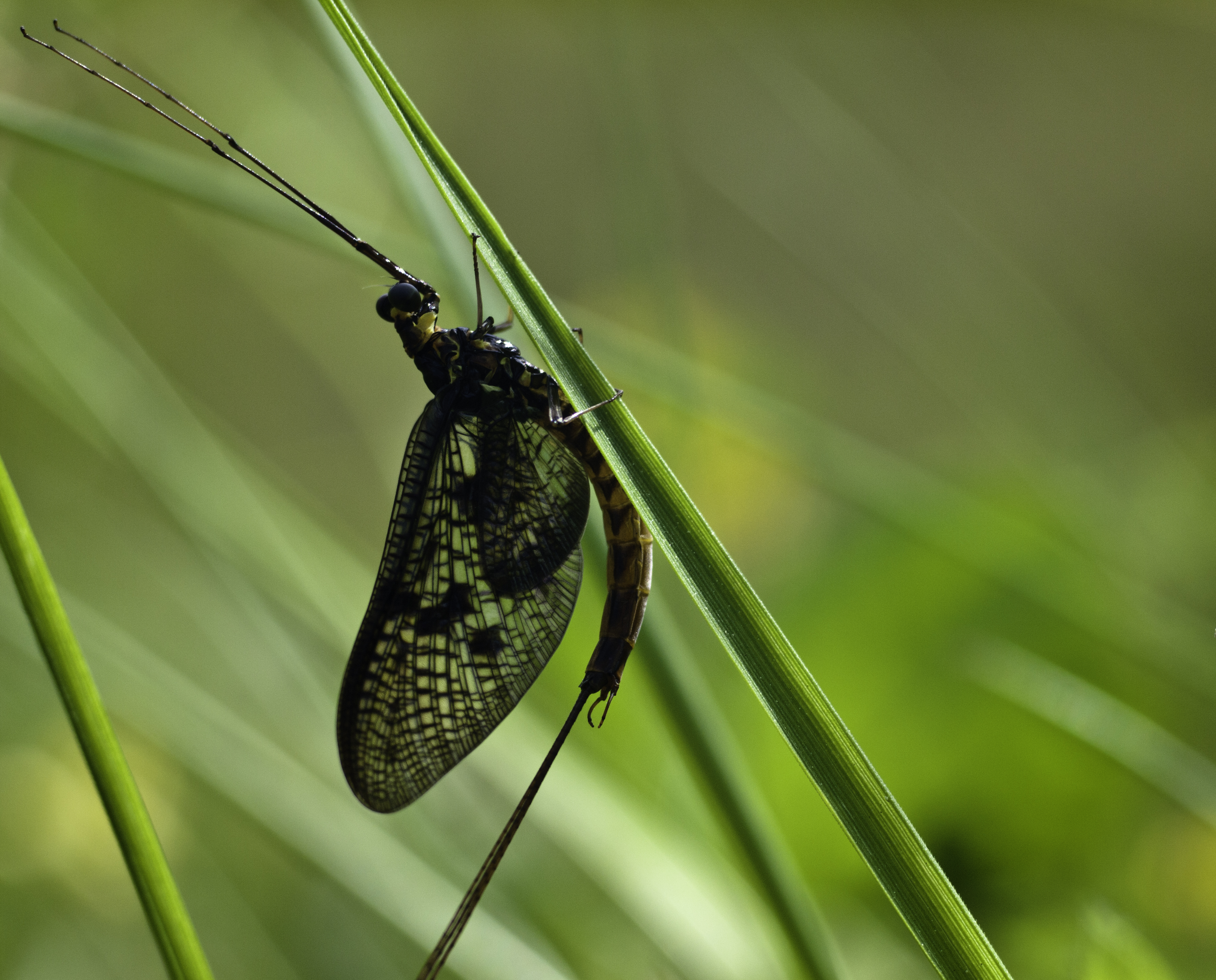
A kérészek csápjai mechanikai érzékszervek és szaglószervek egyszerre. Több-kevesebb ízből állnak

A csáp a rovarok és néhány gerinctelen állat fején levő érzékelő szerve. Módosult végtag, mely legnagyobb részben tapogatásra és néha még szaglásra is szolgál. A csápok egyes esetekben a helyváltoztatást is segítik [ pl. az alsórendű rákok osztályához tartozó ágascsápú rákoknál, vízi bolhánál (Daphnia pulex) a hatalmasan megnyúlt és dúsan szőrözött szerv ], bizonyos esetekben a táplálék megragadására is alkalmasak. 
Szerkezetük és alakjuk nagyon változatos, s az egyes ízeltlábúak meghatározásánál fontos faji, illetve rendszertani bélyegek. 
Formájuk és szerkezetük változatos, különösen a rovaroknál, de minden esetben több-kevesebb, egymással mozgékonyan ízülő ízből állanak. A rákoknál, és a csigáknál mindig két pár csáp van, míg a többi ízeltlábúnál csupán egy. 
A zöld lombszöcske csápja hosszabb a fél testhossznál.